# Frederick Rocks
Die Frederick Rocks (in Argentinien Rocas Campastri) sind eine Gruppe von Rifffelsen im Archipel der Südlichen Shetlandinseln. Sie liegen in der Barclay Bay an der Nordküste der Livingston-Insel.
Das UK Antarctic Place-Names Committee benannte sie 1959 nach der US-amerikanischen Brigg Frederick, die zur Robbenfängerflotte aus Stonnington in Connecticut gehörte, die zwischen 1821 und 1822 in den Gewässern um die Südlichen Shetlandinseln operierte. Namensgeber der argentinischen Benennung ist der Funker Omar Campastri, der am 15. September 1976 beim Absturz einer Lockheed P-2 Neptune am Mount Friesland mit zehn weiteren Besatzungsmitgliedern ums Leben gekommen war. 